# Maciej Jabłonowski (1757–1844)
Maciej Antoni Jabłonowski książę, herbu Prus III (ur. 16 czerwca 1757 – zm. 19 lutego 1844 w Krakowie) – polski polityk, członek Rządu Centralnego w Galicji w 1809 roku, rotmistrz kawalerii narodowej (1785).

## Życiorys
Syn księcia Dymitra Hipolita Jabłonowskiego (1706-1788), starosty świeckiego, bieckiego, mościckiego, wiszniowskiego, kowelskiego i matki Józefy z Mycielskich h. Dołęga. Miał  pięciu braci i dwie siostry.
Dziadkiem Macieja był Jan Stanisław Jabłonowski (kanclerz) (1669-1731).

### Lata młodzieńcze
Kształcił się w Collegium Nobilium. Był uczniem Szkoły Rycerskiej w latach 1774–1775. Otrzymał stopień rotmistrza kawalerii narodowej. Po zakończeniu formalnej edukacji, podróżował po Europie, między innymi zwiedzając Niemcy, Wielką Brytanię, Włochy, Francję; przez pewien czas mieszkał w Paryżu.

### Kariera polityczna
Był posłem na sejm w latach: 1778, 1780 i 1784. Po rozbiorach, mieszkał w Galicji.  W 1809 r. mianowany został konsyliarzem tymczasowego rządu galicyjskiego i prezesem Izby Obrachunkowej, a następnie prefektem departamentu lubelskiego.

### Schyłek życia
Po 1815 roku przeniósł się do z powrotem do Galicji, od 1822 do Krakowa, gdzie mieszkał do śmierci. Wedle ówczesnych pamiętnikarzy słynął z zamiłowania do nauki, posiadał imponującą biblioteczkę, znał biegle siedem języków. Był członkiem towarzystwa dobroczynności.
Żonaty z Marianną Szeptycką (z córką Szymona Szeptyckiego i Anny Trembińskiej), mieli syna Ludwika.
W 1787 roku odznaczony został Orderem Świętego Huberta.
Zmarł w Krakowie w wieku 87 lat.  Został pochowany na cmentarzu Rakowickim w Krakowie.